# Zwarte pissebedvlieg
De zwarte pissebedvlieg (Melanophora roralis) is een vliegensoort uit de familie van de Rhinophoridae. De wetenschappelijke naam van de soort is gepubliceerd in 1758 door Linnaeus in Systema naturae. 